# Jiutai
Jiutai (chiń. 九台区; pinyin: Jiŭtái Qū) – dzielnica miasta Changchun w północno-wschodnich Chinach, w prowincji Jilin. W 1999 roku liczba mieszkańców miasta wynosiła 832 122.
Do 2 listopada 2014 roku Jiutai było odrębnym miastem.